# Julie Christmas
Julie Christmas, née le 25 décembre 1975 à Brooklyn, est la chanteuse du groupe de noise rock américain Made Out of Babies et a également fait partie du groupe de post-metal Battle of Mice.

## Biographie
Julie Christmas est née le 25 décembre 1975, le soir de Noël. Elle a raconté lors d'une interview accordée à Noisecreep que lorsque ses parents se sont rendu compte que sa mère allait accoucher, ils auraient essayé de retarder l'accouchement en l'installant dans une baignoire chaude et en buvant de la téquila.
Julie Christmas a déclaré dans une interview que le groupe, qui deviendra Made Out of Babies, a été fondé pour l'anniversaire de sa sœur. Dans cette première mouture, Matthew Egan occupait le poste de batteur, sa sœur Viva celui de bassiste, Julie Christmas le chant et Brendan Tobin celui de guitariste. Après avoir écrit trois morceaux et appris une reprise de Butthole Surfers pour l'occasion, le groupe a continué à pratiquer. Viva a été remplacé par Cooper.
Made Out of Babies est officiellement fondé en 2003. Leur premier album Trophy sort en 2005 sur le label Neurot Recordings. Le groupe part en tournée avec Red Sparowes et Pelican. C'est lors de cette tournée que Julie Christmas rencontre Josh Graham le fondateur de Red Sparowes. Ensembles, ils vont créer le groupe Battle of Mice. Au projet va se rajouter le bassiste Tony Maimone (Book of Knots, ex-Pere Ubu) et le batteur et producteur Joel Hamilton (Book of Knots, Players Club, Glazed Baby). 
L'année 2006 est marquée par de nombreuses sorties liées aux différents groupes de Julie Christmas. Le 16 mai 2006 paraît Triad, un split EP, rassemblant des morceaux de Red Sparowes, Battle of Mice et Made Out of Babies. Le nouvel album de Made Out of Babies, Coward, sort en septembre 2006 et est produit par Steve Albini. En octobre de la même année sort A Day of Nights, le premier opus de Battle of Mice. La production de cet album a été particulièrement éprouvante, Julie Christmas et Josh Graham entretenant une relation qui finit par devenir extrêmement conflictuelle, au point où ils ne se croisaient plus en studio. De manière professionnelle, ils ont réussi à finir l'enregistrement qui reste malgré tout marqué par cette tension permanente. Par exemple, le chant sur le morceau Cave of Spleen a été enregistré en une seule fois, sans texte écrit au préalable, et à la fin de la prise Julie Christmas a fini en larmes. Un autre morceau At the Base of the Giant’s Throat reste un mystère. Celui-ci se termine avec l'enregistrement d'un appel téléphonique au 911. À chaque fois que des journalistes ont demandé à Julie Christmas ce que cela signifiait, elle a toujours répondu qu'elle ne pouvait pas en parler mais que cela avait été fait en une seule prise,. Parallèlement, ce serait en fin d'année que la chanteuse aurait rejoint le projet Spylacopa, mené par John LaMacchia de Candiria et comprenant Greg Puciato de The Dillinger Escape Plan et Jeff Caxide de Isis. 
Durant l'année 2007, Made Out of Babies tourne aux côtés de Mouth of the Architect, créant un lien d'amitié entre le groupe et la chanteuse. 
2008 est une nouvelle année chargée en sortie pour Julie Christmas. Le 24 juin 2008 sort le dernier album de Made Out of Babies, The Ruiner, produit par Andrew Schneider. Pour l'occasion le groupe abandonne Neurot Recordings et signe sur le label The End Records. Le 12 août 2008 paraît le split EP Jesu / Battle of Mice. Le 18 novembre 2008 paraît le premier EP de Spylacopa sur le label Rising Pulse Records. Elle a aussi été invitée par le groupe Mouth of the Architect pour chanter sur le morceau Generation of Ghosts paru sur l'album Quietly. 
En 2009, Battle of Mice annonce la séparation du groupe. La même année est annoncé que Julie Christmas va sortir son premier album solo intitulé The Bad Wife. Elle collabore à nouveau avec John LaMacchia et Tony Maimone avec qui elle avait déjà travaillé sur Spylacopa et Battle of Mice. Au projet se rajoute Mel Lederman de Victory At Sea et Joe Tomino de Dub Trio. L'une de ses chansons 31st July a été utilisée pour le générique de fin du film Engrenage Mortel, comprenant Cuba Gooding Jr. et Harvey Keitel. On retrouve aussi reprise personnalisée de Ne me quitte pas de Jacques Brel.  
The Bad Wife sort le 9 novembre 2010 sur le label Rising Pulse. Plusieurs communiqués de presse de l'époque déclarent que Julie Christmas s'est associée avec l'illustratrice Nix Turner, connu pour son travail sur Emily the Strange, pour l'écriture d'un livre intitulé The Scribbles and Scrapes of Amy Anyone: (A Multiple Personality Autobiography). L'ouvrage devait être accompagné d'un disque composé par la chanteuse.  
En 2011 Julie Christmas déclare que Made Out of Babies va se réunir en juillet pour commencer à composer leur quatrième album. Dans le même entretien, elle explique le processus qui l'a poussé à sortir l'EP Coextinction Release 5 uniquement en digital sur le label Coextinction Recordings. Andrew Schneider qui y travaille et qui a déjà collaboré avec elle sur The Ruiner, souhaitait sortir rapidement de la musique sans les contraintes de la composition d'un album.  
Le 14 mars 2012, Julie Christmas annonce la fin de Made Out of Babies via un message Facebook : « MADE OUT OF BABIES IS FUCKING DEAD ». La chanteuse apparaît sur le morceau The Drone from Beyond Love de l'album From Beyond Love du groupe Strings of Consciousness.
En 31 mars 2015 sort Parallels le premier album de Spylacopa. Julie Christmas apparaît aussi sur le morceau Bug Boy tiré de l'album Wronger du groupe Pigs. Groupe notamment composé de Andrew Schneider.

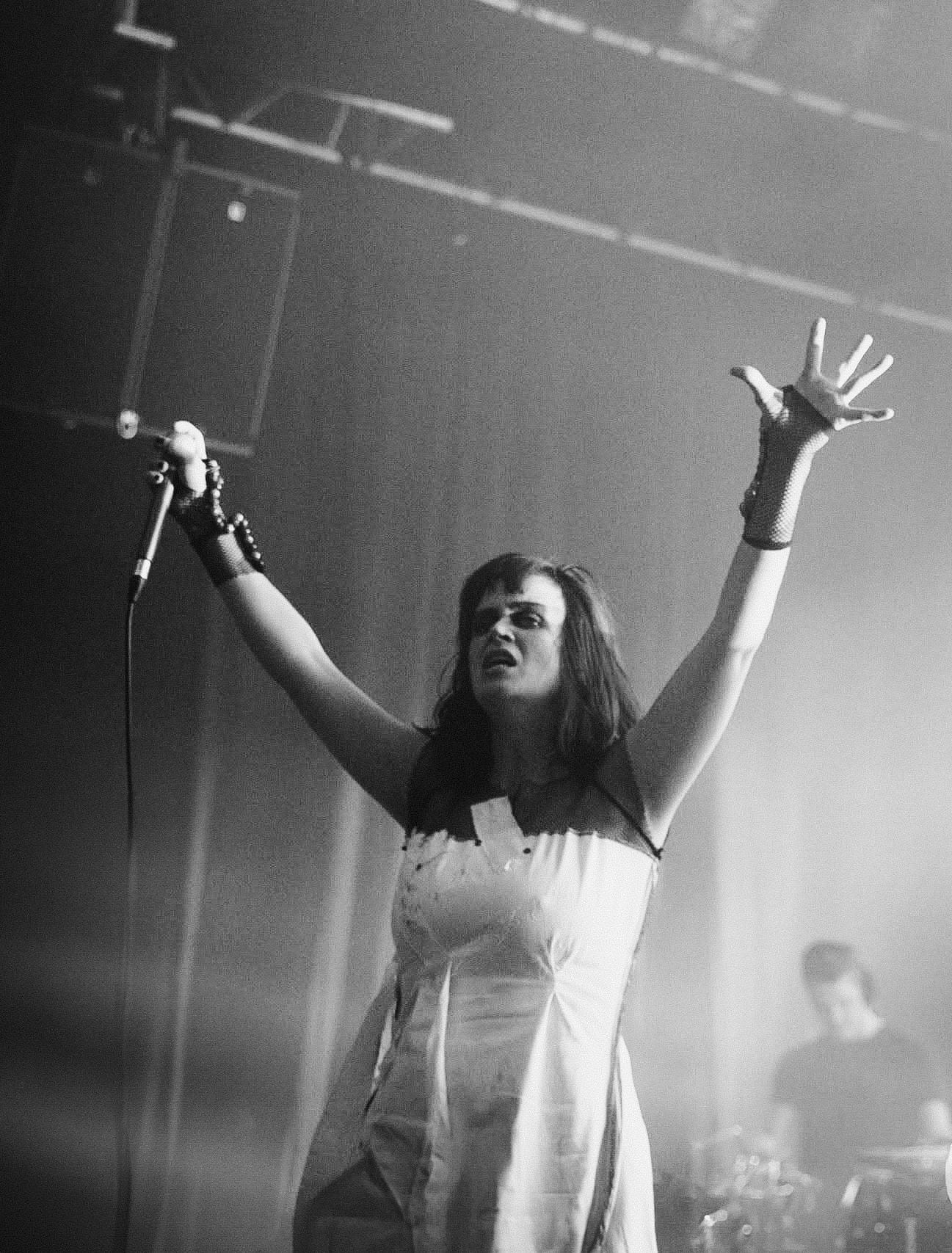
Julie Christmas / Cult of Luna

Depuis plusieurs années, Cult of Luna et Julie Christmas essayaient de travailler ensemble d'une manière ou d'une autre. Les suédois ont notamment essayé de la programmer pour leur festival Beyond the Red Shift afin qu'elle puisse jouer The Bad Wife dans son intégralité. Même si cela n'a pas eu lieu, ils sont restés en contact. Leur collaboration a donné le jour à Mariner, sorti le 8 avril 2016, sur le label Indie Recordings. Initialement l'album n'était prévu que pour être un projet de studio. Finalement en juin Cult of Luna annonce sur leur page Facebook que Cult of Luna et Julie Christmas vont faire une mini-tournée comprenant cinq dates : Stockholm, Lausanne, Courtrai, Leeds et Athènes. 
En 2018, Cult of Luna et Julie Christmas sont programmés au Roadburn Festival 2018.
Julie Christmas devait remonter sur scène pour le Roadburn Festival 2020, événement pour lequel la chanteuse aurait dû être accompagnée de Johannes Persson de Cult of Luna et Laura Pleasants, ancienne membre de Kylesa. Ce qui ne se fera pas suite aux annulations de festival dues à la pandémie de COVID-19.
Le 3 mars 2023, Julie Christmas joue en live pour la première fois depuis 6 ans au Saint Vitus Bar de Brooklyn. Pour l'occasion elle est accompagnée de Andrew Schneider et John LaMacchia (Candiria, Spylocopa), Tom Tierney, Chris Enriquez (Spotlights) et Johannes Persson. Le 19 avril, elle révèle Not Enough, un nouveau morceau enregistré avec Johannes Persson, Laura Pleasants, John LaMacchia, Tom Tierney, Chris Enriquez et Andrew Schneider (Pigs). Le 20 avril Julie Christmas joue au Roadburn Festival où, accompagnée des mêmes musiciens qu'au Saint Vitus Bar, elle interprète des morceaux issus de son projet solo, de Battle of Mice, de Made out of Babies, ainsi que trois nouveaux titres.
Le 17 avril 2024, Julie Christmas annonce la sortie de son deuxième album solo, Ridiculous and Full of Blood, prévue le 14 juin sur le label Red Crk Recordings.

## Discographie

### Solo
- 2010 : The Bad Wife
- 2011 : Coextinction Release 5 (EP)
- 2024 : Ridiculous and Full of Blood

### Made Out of Babies
- 2005 : Trophy
- 2006 : Coward
- 2006 : Triad (Red Sparowes/Battle of Mice) (split EP)
- 2008 : The Ruiner

### Battle of Mice
- 2006 : Triad (Red Sparowes/Made Out of Babies) (split EP)
- 2006 : A Day of Nights
- 2008 : Jesu/Battle of Mice (split EP)

### Spylacopa
- 2008 : Spylacopa (EP)
- 2015 : Parallels

### Cult of Lunaand Julie Christmas
- 2016 : Mariner
- 2018 : Mariner Live (At De Kreun – Belgium)

### Autres apparitions
- 2008 : Mouth of the Architect - Quietly
- 2012 : Strings of Consciousness - From Beyond Love
- 2015 : Pigs - Wronger